# 에러크터스

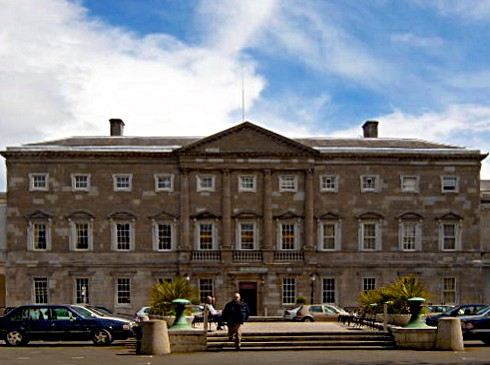
의사당이 있는 레인스터 하우스

에러크터스(아일랜드어: Oireachtas [ˈɛrəktəs])는 아일랜드 공화국의 입법기관이다.
아일랜드의 대통령과 양원의회로 이루어져 있다. 하원의회는 달 에런이며 상원의회는 사너드 에런이다. 의사당은 더블린에 있다.
의회는 새 법을 상정,통과시킬 권한이 있으며 군사 행동 실행에 대해서도 찬반 투표를 통해 결정한다.

## 같이 보기
- 사너드 에런
- 달 에런